# Leandra Cominazzini Angelucci
Leandra Cominazzini Angelucci (* 5. September 1890 in Foligno, Königreich Italien; † 24. Januar 1981 ebenda) war eine italienische Malerin, Gobelingestalterin, Keramikerin und Dichterin. Sie gehört zu den profiliertesten Künstlerinnen des Futurismus.

## Leben und Werk
Cominazzini Angelucci war das einzige Kind einer wohlhabenden Familie. Sie besuchte von 1900 bis 1907 das Collegio di S. Spirito in Perugia und erwarb einen Magister-Abschluss. 1910 heiratete sie den Industriellen Ottorino Angelucci, mit dem sie 3 Söhne bekam. Sie lebte in Foligno und während des Ersten Weltkrieges in Rom und in Cannara am Ende des Zweiten Weltkrieges.
Sie erlernte nach 1918 bei einem Bildhauer aus Spoleto die Technik der Enkaustik, malte Ölbilder und ab 1924 beschäftigte sie sich mit Gobelinwirkerei und ab 1925 mit dem Studium verschiedener Maltechniken wie auch Glasmalerei und Emailmalerei.
In den 1920er Jahren begannen ihre ersten Versuche im Bereich der nicht traditionellen Malerei mit der Herstellung von Wandteppichen, die eine alte Technik aus Spello aufgriffen. Sie erstellte zumeist kleinformatige Gobelins, sogenannte Hispellum, mit einer rustikalen Wirktechnik aus Stoffstreifen oder gebündelter Wolle mit reliefartiger Textur. Ihre Entwürfe zeigten stilisierte Pflanzen- und Figurenmotive, zunächst nach Vorlagen des befreundeten Malers Ugo Scaramucci. Auf der 1. Internationalen Ausstellung für sakrale Kunst in Rom stellte sie 1930 die auf speziellen Webstühlen handgefertigten Hispellum-Wandteppiche aus, für die sie in Orvieto mit einer Silbermedaille ausgezeichnet wurde. Danach erhielt sie zahlreiche Aufträge und 1930 eine Patentierung des Verfahrens.

## Futurismus
1932 lernte sie in Perugia den italienischen Maler und Dichter Gerardo Dottori kennen, der ein Unterzeichner des Aeropainting-Manifests und führende Persönlichkeit des Futurismus in Perugia war. Dottori war mit dem Begründer der futuristischen Bewegung, Filippo Tommaso Marinetti bekannt, der die Ausstellung Premio Golfo della Spezia veranstaltete, bei dem Cominazzini Angelucci eines ihrer Gemälde präsentierte. Danach nahm sie an den wichtigsten italienischen Ausstellungen teil, wie der XX. und XXIII. Internationalen Kunstausstellung in Venedig. Sie stellte in Neapel, Terni, Rom, Orvieto, Mailand, Cremona, Bologna, Florenz und Foligno aus, wobei sie ihre Werke zu den Ausstellungen nie persönlich begleitete.
Sie beschäftigte sich nicht nur mit der Malerei, sondern widmete Marinetti anlässlich eines Besuchs Benito Mussolinis in Foligno 1939 eine Sammlung umbrischer futuristischer Aeropoesia, die 1983 posthum veröffentlicht wurde.
1940 malte sie eine Serie kleinformatiger, an Expressionismus und Kubismus orientierter Köpfe und Figuren und gegen Kriegsende gestaltete sie in Cannara in der Farbenfabrik Bonaca Keramik.
Anfang der 1950er Jahre erfuhr ihre Malerei einen radikalen Wandel und sie beschäftigte sich mit Themen wie Kosmos, Satelliten und Sterne. 1967 unterstützt sie das Manifest Futurismo-Oggi von Enzo Benedetto, das Unterstützung bei allen Futuristen und vielen anderen Künstlern fand.
Cominazzini Angelucci starb am 24. Januar 1981 in ihrer Heimatstadt. Sie schenkte ihr Archiv 1979 der Stadtbibliothek Dante Alighieri in Foligno.

## Ausstellungen (Auswahl)
- 1931: Galleria Fiamma, Rom
- 1935: Foligno
- 1936: Biennale di Venezia
- 1938: Biennale di Venezia
- 1939: Quadriennale di Roma
- 1940: Biennale di Venezia
- 1942: Biennale di Venezia
- 1943: Quadriennale di Roma
- 1986: Futurismus und Futurismen, Palazzo Grassi, Venedig
- 2021: Palazzo Santacroce, Grand Hotels San Gemini[9][10]
- 2021: Palazzo Trinci Foligno[11]

## Werke (Auswahl)
- 1930: Aeropittura-Paesaggio
- 1935: Incubo del sogno
- 1936: Bombardamento aereo
- 1936: Ascesa astrale
- 1937: Turbine-vita ed elements[12]
- 1938: Senza titolo
- 1940: Risveglio
- 1940: La battaglia del grano
- 1941: Pittura spaziale
- 1956: Satelliti crepuscolari

## Veröffentlichungen
- Leandra Angelucci Cominazzini:  futurismo al femminile: antologica : oli, encausti, ceramiche dal 1928 al 1970. Galleria San Carlo, 1992.